# 가시마시 (이바라키현)
가시마시(일본어: 鹿嶋市)는 일본 간토 지방 동부, 이바라키현 남동부에 있는 시이다. 가시마 신궁의 몬젠마치(사찰 등을 중심으로 발전한 도시)로 발전한 도시이다. 가시마항을 중심으로 가시마 임해공업지대가 있는 공업 도시이다.
가시마선의 연장선이므로 이바라키현의 다른 시정촌보다는 남쪽의 지바현(나리타시, 지바시 등)과의 관계가 깊어 "지바라키"(チバラキ)라고 불리는 경우도 있다. 일본 프로 축구팀인 J리그 가시마 앤틀러즈의 연고지이다.

## 지리
태평양과 접하고 기타우라의 남쪽 근처에 있다. 가스미가우라호와 쓰쿠바산의 전망이 일품이다. 이바라키현의 다른 시정촌보다 남동쪽에 있어 남쪽의 지바현(가토리시, 나리타시 등)과 관계가 깊다.

### 인접 지자체
- 이타코시, 가미스시, 나메가타시, 호코타시

## 역사
- 1995년 9월 1일 - 가시마군 가시마정이 오노촌을 편입함과 동시에 도시 이름의 한자를 鹿島[1]에서 鹿嶋로 개칭, 시로 승격해 가시마시가 성립하였다.
- 2002년 - FIFA 월드컵 일부 경기가 가시마 축구 스타디움에서 열렸다.

## 교통

### 철도
- 동일본 여객철도 가시마선
- 가시마 임해 철도 오아라이카시마선

### 도로
- 국도 제51호선
- 국도 제124호선

## 인구
| 연도 | 인구   | ±%     |
| ---- | ------ | ------ |
| 1920 | 18,922 | —      |
| 1930 | 20,284 | +7.2%  |
| 1940 | 21,701 | +7.0%  |
| 1950 | 27,481 | +26.6% |
| 1960 | 26,811 | −2.4%  |
| 1970 | 34,700 | +29.4% |
| 1980 | 51,355 | +48.0% |
| 1990 | 59,092 | +15.1% |
| 2000 | 62,287 | +5.4%  |
| 2010 | 66,030 | +6.0%  |

## 기후
| 가시마시의 기후                                              | 가시마시의 기후 | 가시마시의 기후 | 가시마시의 기후 | 가시마시의 기후 | 가시마시의 기후 | 가시마시의 기후 | 가시마시의 기후 | 가시마시의 기후 | 가시마시의 기후 | 가시마시의 기후 | 가시마시의 기후 | 가시마시의 기후 | 가시마시의 기후 |
| 월                                                           | 1월             | 2월             | 3월             | 4월             | 5월             | 6월             | 7월             | 8월             | 9월             | 10월            | 11월            | 12월            | 연간            |
| ------------------------------------------------------------ | --------------- | --------------- | --------------- | --------------- | --------------- | --------------- | --------------- | --------------- | --------------- | --------------- | --------------- | --------------- | --------------- |
| 역대 최고 기온 °C (°F)                                       | 19.3 (66.7)     | 23.6 (74.5)     | 24.3 (75.7)     | 29.4 (84.9)     | 32.6 (90.7)     | 33.6 (92.5)     | 36.6 (97.9)     | 36.1 (97.0)     | 36.4 (97.5)     | 32.8 (91.0)     | 25.6 (78.1)     | 23.8 (74.8)     | 36.6 (97.9)     |
| 일평균 최고 기온 °C (°F)                                     | 9.4 (48.9)      | 9.9 (49.8)      | 12.8 (55.0)     | 17.5 (63.5)     | 21.7 (71.1)     | 24.2 (75.6)     | 28.3 (82.9)     | 29.9 (85.8)     | 26.3 (79.3)     | 21.3 (70.3)     | 16.6 (61.9)     | 11.8 (53.2)     | 19.1 (66.4)     |
| 일일 평균 기온 °C (°F)                                       | 4.7 (40.5)      | 5.4 (41.7)      | 8.5 (47.3)      | 13.1 (55.6)     | 17.3 (63.1)     | 20.3 (68.5)     | 24.1 (75.4)     | 25.6 (78.1)     | 22.7 (72.9)     | 17.9 (64.2)     | 12.5 (54.5)     | 7.2 (45.0)      | 14.9 (58.9)     |
| 일평균 최저 기온 °C (°F)                                     | 0.3 (32.5)      | 1.0 (33.8)      | 4.2 (39.6)      | 9.0 (48.2)      | 13.6 (56.5)     | 17.3 (63.1)     | 21.0 (69.8)     | 22.7 (72.9)     | 19.9 (67.8)     | 14.7 (58.5)     | 8.5 (47.3)      | 2.9 (37.2)      | 11.3 (52.3)     |
| 역대 최저 기온 °C (°F)                                       | −5.8 (21.6)     | −6.0 (21.2)     | −3.7 (25.3)     | −0.7 (30.7)     | 5.1 (41.2)      | 9.8 (49.6)      | 13.8 (56.8)     | 15.8 (60.4)     | 10.5 (50.9)     | 4.7 (40.5)      | 0.7 (33.3)      | −3.8 (25.2)     | −6.0 (21.2)     |
| 평균 강수량 mm (인치)                                        | 88.2 (3.47)     | 72.1 (2.84)     | 129.8 (5.11)    | 123.3 (4.85)    | 132.7 (5.22)    | 145.4 (5.72)    | 134.8 (5.31)    | 102.3 (4.03)    | 210.9 (8.30)    | 273.7 (10.78)   | 105.8 (4.17)    | 66.6 (2.62)     | 1,581.9 (62.28) |
| 평균 강수일수 (≥ 1.0 mm)                                     | 6.7             | 7.3             | 11.2            | 10.7            | 10.7            | 11.6            | 10.1            | 7.3             | 11.4            | 11.8            | 8.5             | 6.7             | 114             |
| 평균 월간 일조시간                                           | 189.5           | 173.3           | 176.6           | 187.4           | 184.2           | 140.1           | 165.9           | 204.3           | 149.5           | 136.8           | 145.2           | 168.1           | 2,020.8         |
| 출처: 일본 기상청 (평년값: 1991년~2020년, 극값: 1978년~현재) |                 |                 |                 |                 |                 |                 |                 |                 |                 |                 |                 |                 |                 |